# ريتشارد إم. براكن
ريتشارد إم. براكن (بالإنجليزية: Richard M. Bracken)‏ هو رائد أعمال أمريكي، ولد في 1952.

## وصلات خارجية
- ريتشارد إم. براكن على موقع إن إن دي بي (الإنجليزية)